# Hero (Chad Kroeger)
Hero è una canzone scritta ed interpretata da Chad Kroeger, cantante del gruppo dei Nickelback, e pubblicato come singolo nel 2002.
Al brano hanno collaborato Josey Scott, cantante dei Saliva; Tyler Connolly, chitarrista e cantante dei Theory of a Deadman; Paul Iverson - bassista dei Strange Advance; Mike Kroeger, bassista dei Nickelback; Matt Cameron, batterista dei Pearl Jam e Jeremy Taggart, batterista dei Our Lady Peace, per la colonna sonora del film Spider-Man. Il brano è però generalmente accreditato semplicemente a Chad Kroeger featuring Josey Scott.
Il singolo ha ottenuto un buon successo in tutto il mondo, raggiungendo la vetta della classifica di Billboard Hot Mainstream Rock Tracks, la terza della Hot 100, e ottenendo generalmente buoni piazzamenti in tutte le classifiche europee. Il brano è stato successivamente incluso nell'album dei Nickelback Silver Side Up.

## Video musicale
Il video musicale prodotto per Hero è stato diretto da Nigel Dick e prodotto da Lewis Weinstein. Nel video Kroeger ed il suo gruppo si esibiscono sulla cima di un grattacielo di New York, mentre a queste sequenze ne vengono inframmezzate altre tratte dal film Spider-Man.

## Tracce
CD Single
1. Hero (Motion Picture Version) - 3:19
2. Hero (Super Hero Mix) - 3:19

CD Maxi
1. Hero (Motion Picture Version)
2. Invisible Man
3. Hero (Rock Radio Version)
4. Hero (Super Hero Mix)

## Formazione
Gruppo
- Chad Kroeger - voce, chitarra ritmica
- Ryan Peake - chitarra solista, seconda voce
- Mike Kroeger - basso
- Ryan Vikedal - batteria, percussioni

Altri musicisti
- Josey Scott - voce e chitarra ritmica
- Tyler Connolly - chitarra solista
- Matt Cameron - batteria

## Classifica italiana
| Posizione | 17 | 18 | 18 | 19 | 14 | 17 | 19 | 17 | 14 | 11 | 15 |

## Classifiche internazionali
| Classifica (2002)                    | Posizione più alta |
| ------------------------------------ | ------------------ |
| Svizzera                             | 14                 |
| Austria                              | 8                  |
| Francia                              | 27                 |
| Paesi Bassi                          | 34                 |
| Belgio (Flanders)                    | 26                 |
| Belgio (Wallonia)                    | 19                 |
| Svezia                               | 7                  |
| Danimarca                            | 3                  |
| Italia                               | 11                 |
| Australia                            | 17                 |
| Nuova Zelanda                        | 10                 |
| Canada                               | 1                  |
| Billboard Hot 100                    | 3                  |
| Billboard Hot Mainstream Rock Tracks | 1                  |
| Billboard Hot Adult Recorrent        | 2                  |